# Gothfrith d'York
Gothfrith, Guthred ou Guðrøðr (mort le 24 août 895) est un souverain du royaume viking d'York en Northumbrie de 883 à 895.

## Biographie
Le règne de Gothfrith sur York est évoqué dans la Historia de sancto Cuthberto, une chronique postérieure de plus d'un siècle. Elle raconte que  Cuthbert de Lindisfarne apparaît à l’abbé Eadred de Carlisle pour lui commander de se rendre au camp de l’armée viking au-delà de la Tyne afin d’y rencontrer un certain Gothfrith, fils de Hardeknut, qui était l’esclave d’une veuve.   
Eadred le rachète et l’armée viking décide d’élever en 883 Gothfrith à la royauté sur une colline nommé Oswigesdune en lui plaçant un bracelet d’or au bras. Gothfrith en retour donne à Cuthbert, c'est-à-dire à sa communauté installée à Chester-le-Street, la région comprise entre la Tyne et la Wear. Le nouveau roi et son peuple prêtent en outre un serment de paix et de fidélité sur le corps du saint qui est transporté de Chester-le-Street pour cette occasion.
Malgré son caractère légendaire, cet épisode démontre le rapprochement intervenu entre les communautés chrétiennes de Northumbrie et les Danois, ainsi que la reconnaissance par ces derniers des droits et possessions de l’église de Chester-le-Street où la communauté de Lindisfarne avait trouvé refuge.
Gothfrith lui-même semble avoir été chrétien, bien que la cérémonie de son intronisation royale telle qu’elle est rapportée soit purement païenne, car à sa mort le 24 août  895 il est inhumé dans un monastère d'York.

## Postérité
Gothfrith apparaît dans les Histoires saxonnes de Bernard Cornwell, série de romans historiques se déroulant sous le règne d'Alfred le Grand et de ses successeurs, ainsi que dans la série télévisée The Last Kingdom qui en est adaptée.